# Kerikeri (fleuve)
Le fleuve Kerikeri  (en anglais : Kerikeri River) est un cours d’eau de l’Île du Nord de la Nouvelle-Zélande.  

## Géographie
Le fleuve Kerikeri prend naissance dans la forêt de “Puketi “ à l’intérieur des terres par rapport à la ville de Kerikeri et s’écoule dans l’extrémité Ouest de la Baie des Iles dans l’Île du Nord.
Un torrent de 7 km de long s’écoulant dans la ville de Raglan Harbour dans la région de Waikato a aussi le même nom mais de façon non officielle.

Avec un peu moins de 20 km de long, le fleuve Kerikeri du Northland n’est guère qu’un cours d’eau peu significatif mais à cause de son embouchure située dans l’un des sites historiques les plus importants du pays, qui est le bassin du Stone Store, il est connu de plusieurs milliers de touristes, qui visitent Kerikeri chaque année.
La chute d’eau fraîche de la rivière au niveau du gué dans l’Océan Pacifique, se situe dans l’extrémité supérieure de la crique de Kerikeri, un embranchement vers le nord-ouest de la Baie des Iles. Ce gué remplace un pont, qui traversait la rivière à cet endroit depuis des décennies, mais qui a dû être démoli pour la protection des bâtiments historiques de Kerikeri au niveau du bassin. 
Une voie de remplacement court-circuitant le pont fut construite plusieurs centaines de mètres en amont et ouverte en 2008. Un pont pédestre fut construit vers 2010, à 200 m également en amont de ce gué.

## Histoire
Le secteur est l’une des destinations les plus visitées par les touristes dans le pays à cause de son histoire et du caractère photogénique des bâtiments. Le Stone Store fut construit en 1832 et est le plus ancien bâtiment en pierre existant en Nouvelle-Zélande. À côté, se trouve la Mission House, autrefois connue comme la « Kemp House », qui fut construit en 1822 et est la plus ancienne maison en bois persistante en Nouvelle-Zélande. Derrière, en haut de la colline, se trouve St James' Church, qui siège là depuis 1829 (bien que dans sa forme actuelle date seulement 1878).
Une partie de l’histoire de la rivière est liée au fait qu’elle fut utilisée par le chef Hongi Hika, dont le Pa nommé ‘Kororipo Pa’ est à environ 100 m de l’autre côté du bassin à partir du gué. Hongi utilisa la rivière et les sentiers à côté pour transformer son Pa côtier de’ Kororipo ‘ en zone défensive. Ce pa, joua un rôle significatif dans la guerre des mousquets.
Un chemin de randonnée réputé partant du bassin conduit à 5 kilomètres de la rivière à des chutes d’eau spectaculaires nommées Rainbow Falls. Une des premières centrales hydro-électriques de Nouvelle-Zélande fut construite sur le cours de la rivière, et des restes peuvent être aperçus à partir du chemin.